# Bosjean
Bosjean – miejscowość i gmina we Francji, w regionie Burgundia-Franche-Comté, w departamencie Saona i Loara.
Według danych na rok 1990 gminę zamieszkiwały 292 osoby, a gęstość zaludnienia wynosiła 16 osób/km² (wśród 2044 gmin Burgundii Bosjean plasuje się na 621. miejscu pod względem liczby ludności, natomiast pod względem powierzchni na miejscu 510.).